# NGC 3297
NGC 3297 est une galaxie lenticulaire relativement éloignée et située dans la constellation de l'Hydre. NGC 3297 a été découverte par l'astronome américain Francis Leavenworth en 1886.

## Caractéristiques
Sa vitesse par rapport au fond diffus cosmologique est de 9 421 ± 47 km/s, ce qui correspond à une distance de Hubble de 139,0 ± 9,8 Mpc (∼453 millions d'al).
À ce jour, une mesure non basée sur le décalage vers le rouge (redshift) donne une distance d'environ 86,800 Mpc (∼283 millions d'al). Cette valeur est nettement à l'extérieur des valeurs de la distance de Hubble. Notons que c'est avec la valeur moyenne des mesures indépendantes, lorsqu'elles existent, que la base de données NASA/IPAC calcule le diamètre d'une galaxie et qu'en conséquence le diamètre de NGC 3297 pourrait être d'environ 41,2 kpc (∼134 000 al) si on utilisait la distance de Hubble pour le calculer.